# تروا بارتون
تروا بارتون (トロワ・バートン) هو شخصية رئيسية في مسلسل الأنمي التقرير المتنقل الجديد جاندام وينج. يؤدي صوته الممثل شيغرو ناكاهارا.

## وصلات خارجية
- تروا بارتون على موقع ميوزك برينز (الإنجليزية)